# Platycercinae
Platycercinae — підродина папугоподібних птахів родини Psittaculidae. Представники підродини поширені в Австралії та Океанії.

## Класифікація
- Триба Pezoporini
  - Рід Neopsephotus — рожевогрудий папужка
  - Рід Neophema — лучний папужка
  - Рід Pezoporus — болотяний папужка
- Триба Platycercini
  - Рід Prosopeia — фіджійський папуга
  - Рід Eunymphicus — рогатий папуга
  - Рід Cyanoramphus — какарікі
  - Рід Platycercus — розела
  - Рід Barnardius — чорноголова розела
  - Рід Purpureicephalus — червоноголовий папуга
  - Рід Lathamus — червоногорлий папужка
  - Рід Northiella — червоночеревий папуга
  - Рід Psephotus — папужка